# Polly Ferman
Polly Ferman est une pianiste uruguayenne.

## Biographie
Elle fut l'élève de Santiago Baranda Reyes au conservatoire Bach. Plus tard, elle étudia avec Celia Bronstein à Buenos Aires et avec Jeffrey Siegel, Eugene List et William Daghlian à New York.
Elle est l'interprète de la musique de piano de Gottschalk, Nazareth, Joplin, Villa-Lobos et Ginastera, mais aussi d'Ernesto Lecuona. Elle est la fondatrice et présidente de PAMAR (Pan American Musical Art Research, Inc), une organisation sans but lucratif.
Elle s'est produite en Europe, aux États-Unis et en Amérique latine, avec l'Indianapolis Symphony, le Sao Paulo State Symphony, l'Orchestre du théâtre SODRE de Montevideo et le National Symphony d'Argentine.